# Diário Oficial do Distrito Federal (Brasil)
O Diário Oficial do Distrito Federal (DODF)  é o órgão oficial de publicidade da literatura dos atos da administração pública do Distrito Federal brasileiro. Em cumprimento ao princípio constitucional da publicidade, dos atos do poder público do Governo do Distrito Federal. A edição e impressão é feita pela Imprensa Nacional.